# Championnat arabe des clubs 2017
Le Championnat arabe des clubs 2017 est la 27e édition de la compétition arabe interclubs organisée par l'Union des associations de football arabe (UAFA). Succédant à la Coupe de l'UAFA, cette édition, qui se tient en Égypte du 22 juillet au 6 août 2017, est la première sous ce nom.

## Participants
Les équipes participantes à cette édition 2017 du Championnat arabe des clubs.
L'attribution de nombre de quota pour chaque nation a été annoncée par l'UAFA le 20 juin 2016. Un classement a été établi sur la base du classement mondial de la FIFA des associations du 2 juin 2016. Seules les équipes qui ont été classées première ou deuxième de leur championnat ou de l'une des compétitions de leur coupe nationale ont été autorisées à participer au tournoi. 
| Classement FIFA | Pays                    | Clubs               | Clubs                                                                  |
| --------------- | ----------------------- | ------------------- | ---------------------------------------------------------------------- |
| 65              | Arabie saoudite (2)     | An Nasr             | Vice-champion du Championnat d'Arabie saoudite 2015-2016               |
| 65              | Arabie saoudite (2)     | Al Hilal FC         | Finaliste de la Coupe du Roi des champions d'Arabie saoudite 2015-2016 |
| 70              | Émirats arabes unis (1) | Al Wahda            | Vainqueur de la Coupe de la Ligue des Émirats arabes unis 2015-2016    |
| 80              | Jordanie (1)            | Al Faisaly          | Vice-champion du Championnat de Jordanie 2015-2016                     |
| 84              | Qatar (0)               | Pas de participants | Pas de participants                                                    |
| 100             | Oman (1)                | Fanja               | Champion du Oman 2015-2016                                             |
| 101             | Syrie (1)               | Al Jaish            | Champion de Syrie 2015-2016                                            |
| 102             | Irak (1)                | Naft Al Wasat       | Vice-champion du Championnat d'Irak 2015-2016                          |
| 113             | Palestine (1)           | Shabab Al Khalil    | Champion de Cisjordanie 2015-2016                                      |
| 130             | Bahreïn (1)             | Riffa               | Finaliste de la Coupe du Roi des Bahreïn 2016                          |
| 141             | Koweït (0)              | Pas de participants | Pas de participants                                                    |
| 151             | Liban (1)               | Al Ahed Beyrouth    | Vice-champion du Championnat du Liban 2015-2016                        |
| 178             | Yémen (0)               | Pas de participants | Pas de participants                                                    |

| Classement FIFA | Pays           | Clubs                  | Clubs                                                                          |
| --------------- | -------------- | ---------------------- | ------------------------------------------------------------------------------ |
| 32              | Algérie (1)    | NA Hussein Dey         | Finaliste de la Coupe d'Algérie 2015-2016                                      |
| 45              | Égypte (2)     | Al Ahly SC             | Finaliste de la Coupe d'Égypte 2015-2016                                       |
| 45              | Égypte (2)     | Zamalek SC             | Vice-champion du Championnat d'Égypte 2015-2016                                |
| 47              | Tunisie (1)    | ES Tunis               | Vice-champion du Championnat de Tunisie 2015-2016                              |
| 62              | Maroc (1)      | FUS Rabat              | Champion du Maroc saison 2015-2016                                             |
| 121             | Mauritanie (1) | FC Tevragh-Zeina       | Champion de Mauritanie 2015-2016 Vainqueur de la Coupe de Mauritanie 2015-2016 |
| 122             | Libye (0)      | Pas de participants    | Pas de participants                                                            |
| 128             | Soudan (1)     | Al Merreikh Omdurman   | Vice-champion du Championnat du Soudan 2016                                    |
| 162             | Comores (1)    | VC Moroni              | Vainqueur de la Coupe des Comores 2016                                         |
| 204             | Djibouti (1)   | AS Ali Sabieh          | Champion de Djibouti 2016                                                      |
| 204             | Somalie (1)    | Dekedaha Football Club | Vice-champion de Somalie 2015-2016                                             |

Le Qatar a choisi de ne pas participer en raison de difficultés de planification par rapport à d'autres tournois.
Le Koweït n'a pas pu participer en raison de la suspension de son association de football par la FIFA.
Le Yémen n'a pas participé en raison de problèmes de guerre/sécurité.
La Libye n'a pas participé en raison de problèmes de guerre/sécurité.

## Tours préliminaires

### Premier tour

#### Zone Asie
| Équipe 1 | Score | Équipe 2         | Aller | Retour |
| -------- | ----- | ---------------- | ----- | ------ |
| Riffa    | 1 - 5 | Al Ahed Beyrouth | 0 - 1 | 1 - 4  |

| 14 décembre 2016 | Riffa | 0 - 1 | Al Ahed     |                            |                            |
|                  |       |       | Zreik 90+2e | Arbitrage : Mohamed Arafah | Arbitrage : Mohamed Arafah |

| 21 décembre 2016 | Al Ahed                                                         | 4 - 1 | Riffa         |                            |                            |
|                  | Hussain 10e (csc) Fahs 43e · Mansour 60e (pen.) · H. Haider 82e |       | 72e Al-Romehi | Arbitrage : Mohamad Karram | Arbitrage : Mohamad Karram |

#### Zone Afrique
| 14 septembre 2016 | Dekedaha Football Club | 0 - 0 | VC Moroni |                             |
|                   |                        |       |           | Arbitrage : Khaled Al-Teris |

| 17 septembre 2016 | AS Ali Sabieh | 0 - 0 | VC Moroni |                                 |
|                   |               |       |           | Arbitrage : Sabri Mohamed Fadel |

| 20 septembre 2016 | AS Ali Sabieh | 1 - 1 | Dekedaha Football Club |                           |                           |
|                   | Kizza 7e      |       | Mohideen               | Arbitrage : non renseigné | Arbitrage : non renseigné |

| Rang | Équipe                 | Pts | J | G | N | P | Bp | Bc | Diff |
| ---- | ---------------------- | --- | - | - | - | - | -- | -- | ---- |
| 1    | AS Ali Sabieh          | 2   | 2 | 0 | 2 | 0 | 1  | 1  | 0    |
| 2    | Dekedaha Football Club | 2   | 2 | 0 | 2 | 0 | 1  | 1  | 0    |
| 3    | VC Moroni              | 2   | 2 | 0 | 2 | 0 | 0  | 0  | 0    |

L'AS Ali Sabieh se qualifie après tirage au sort.

### Deuxième tour
| Équipe 1     | Score     | Équipe 2         | Aller     | Retour    |
| Zone Asie    | Zone Asie | Zone Asie        | Zone Asie | Zone Asie |
| ------------ | --------- | ---------------- | --------- | --------- |
| Al Ahed      | 3 - 0     | Shabab Al-Khalil | 1 - 0     | 2 - 0     |
| Zone Afrique |           |                  |           |           |
| Al Merreikh  | 2 - 1     | AS Ali Sabieh    | 1 - 1     | 1 - 0     |

### Tour des Play-off
| Équipe 1         | Score     | Équipe 2      | Aller     | Retour    |
| Zone Asie        | Zone Asie | Zone Asie     | Zone Asie | Zone Asie |
| ---------------- | --------- | ------------- | --------- | --------- |
| Al Jaish         | 0 - 1     | Naft Al Wasat | 0 - 0     | 0 - 1     |
| Al Ahed Beyrouth | 6 - 1     | Fanja         | 2 - 1     | 4 - 0     |
| Zone Afrique     |           |               |           |           |
| FC Tevragh Zeïna | 2 - 3     | Al Merreikh   | 0 - 1     | 2 - 2     |

## Phase finale;1ertour (3 groupes de 4 équipes)

### Groupes
Les groupes ont été constitués lors du tirage au sort qui s'est déroulé le 5 mai 2017 au Caire.
| Groupe A                                              | Groupe B                                     | Groupe C                                               |
| ----------------------------------------------------- | -------------------------------------------- | ------------------------------------------------------ |
| - Al Ahly SC - NA Hussein Dey - Al Wahda - Al Faisaly | - Zamalek SC - FUS Rabat - An Nasr - Al Ahed | - ES Tunis - Al Merreikh - Naft Al Wasat - Al Hilal FC |

### Calendrier des matchs

#### 1rejournée
| Match 1                | NA Hussein Dey | 2 - 0 | Al Wahda |  |
| Samedi 22 juillet 2017 |                |       |          |  |

| Match 2                | Al Ahly Sporting Club | 0 - 1 | Al Faisaly |  |
| Samedi 22 juillet 2017 |                       |       |            |  |

| Match 3                  | An Nasr | 1 - 1 | Al Ahed Beyrouth |  |
| Dimanche 23 juillet 2017 |         |       |                  |  |

| Match 4                  | Zamalek SC | 2 - 2 | FUS Rabat |  |
| Dimanche 23 juillet 2017 |            |       |           |  |

| Match 5               | Naft Al Wasat | 0 - 1 | ES Tunis                  |  |  |
| Lundi 24 juillet 2017 |               | (0-0) | Taha Yassine Khenissi 82° |  |  |

| Match 6               | Al Merreikh | 1 - 1 | Al Hillal FC |  |
| Lundi 24 juillet 2017 |             |       |              |  |

#### 2ejournée
| Match 7               | Al Faisaly | 1 - 0 | NA Hussein Dey |  |
| Mardi 25 juillet 2017 |            |       |                |  |

| Match 8               | Al Wahda | 0 - 2 | Al Ahly SC |  |
| Mardi 25 juillet 2017 |          |       |            |  |

| Match 9                  | FUS Rabat | 4 - 0 | An Nasr |  |
| Mercredi 26 juillet 2017 |           |       |         |  |

| Match 10                 | Al Ahed Beyrouth | 1 - 0 | Zamalek SC |  |
| Mercredi 26 juillet 2017 |                  |       |            |  |

| Match 11              | Al Hillal FC | 2 - 2 | Naft Al Wasat |  |
| Jeudi 27 juillet 2017 |              |       |               |  |

| Match 12              | ES Tunis      | 2 - 0 | Al Merreikh |  |  |
| Jeudi 27 juillet 2017 | badri21°, 72° | (1-0) |             |  |  |

#### 3ejournée
| Match 13                 | Al Wahda | 1 - 2 | Al Faisaly |  |
| Vendredi 28 juillet 2017 |          |       |            |  |

| Match 14                 | Al Ahly SC | 2 - 1 | NA Hussein Dey |  |
| Vendredi 28 juillet 2017 |            |       |                |  |

| Match 15               | Al Ahed Beyrouth | 1 - 1 | FUS Rabat |  |
| Samedi 29 juillet 2017 |                  |       |           |  |

| Match 16               | Zamalek SC | 2 - 1 | An Nasr |  |
| Samedi 29 juillet 2017 |            |       |         |  |

| Match 17                 | ES Tunis | 3 - 2 | Al Hillal FC |  |
| Dimanche 30 juillet 2017 |          |       |              |  |

| Match 18                 | Al Merreikh | 2 - 1 | Naft Al Wasat |  |
| Dimanche 30 juillet 2017 |             |       |               |  |

#### Demi-finales
| Match 19                   | Al Ahly            | 1 - 2   | Al Faisaly                                                 | Stade Borg Al Arab (Alexandrie, Égypte) |                                 |
| Mercredi 2 août 2017 19ː00 | 90+10e Walid Azaro | (0 - 2) | 26e Dominique Mendy (Oday Zahran ) · 37e (csc) Ahmed Fathy | Arbitrage : Bouchaab Lemghaifri         | Arbitrage : Bouchaab Lemghaifri |
| Mercredi 2 août 2017 19ː00 | Rapport            |         |                                                            | Arbitrage : Bouchaab Lemghaifri         | Arbitrage : Bouchaab Lemghaifri |

| Match 20                | FUS Rabat                             | 1 - 2                 | ES Tunis                                              | Stade d'Alexandrie, (Égypte) |                              |
| Jeudi 3 août 2017 19ː00 | (Brahim El Bahri ) Hamza Semmoumy 28e | (1 - 0, 1 - 1, 1 - 2) | 47e Khalil Chemmam · 95e (pen.) Taha Yassine Khenissi | Arbitrage : Turki Al Khudair | Arbitrage : Turki Al Khudair |
| Jeudi 3 août 2017 19ː00 | Rapport                               |                       |                                                       | Arbitrage : Turki Al Khudair | Arbitrage : Turki Al Khudair |

#### Finale
| Match 21                   | Al Faisaly | 2 - 3   | ES Tunis | Stade Borg Al Arab (Alexandrie, Égypte) |                                 |
| Dimanche 6 août 2017 19ː00 |            | (0 - 0) |          | Arbitrage : Ibrahim Nour El Din         | Arbitrage : Ibrahim Nour El Din |

### Classements des groupes

#### Groupe A
| Rang | Équipe         | Pts | J | G | N | P | Bp | Bc | Diff |  | Résultats (▼ dom., ► ext.) |  |     |     |     |
| ---- | -------------- | --- | - | - | - | - | -- | -- | ---- |  | -------------------------- |  | --- | --- | --- |
| 1    | Al Faisaly     | 9   | 3 | 3 | 0 | 0 | 4  | 1  | +3   |  | Al Faisaly                 |  | 1-0 | 1-0 | 2-1 |
| 2    | Al Ahly SC     | 6   | 3 | 2 | 0 | 1 | 4  | 2  | +2   |  | Al Ahly SC                 |  |     | 2-1 | 2-0 |
| 3    | NA Hussein Dey | 3   | 3 | 1 | 0 | 2 | 3  | 3  | 0    |  | NA Hussein Dey             |  |     |     | 2-0 |
| 4    | Al Wahda       | 0   | 3 | 0 | 0 | 3 | 1  | 5  | -4   |  | Al Wahda                   |  |     |     |     |

#### Groupe B
| Rang | Équipe           | Pts | J | G | N | P | Bp | Bc | Diff |  | Résultats (▼ dom., ► ext.) |  |     |     |     |
| ---- | ---------------- | --- | - | - | - | - | -- | -- | ---- |  | -------------------------- |  | --- | --- | --- |
| 1    | FUS Rabat        | 5   | 3 | 1 | 2 | 0 | 7  | 3  | +4   |  | FUS Rabat                  |  | 1-1 | 2-2 | 4-0 |
| 2    | Al Ahed Beyrouth | 5   | 3 | 1 | 2 | 0 | 3  | 2  | +1   |  | Al Ahed Beyrouth           |  |     | 1-0 | 1-1 |
| 3    | Zamalek SC       | 4   | 3 | 1 | 1 | 1 | 4  | 4  | 0    |  | Zamalek SC                 |  |     |     | 2-1 |
| 4    | An Nasr          | 1   | 3 | 0 | 1 | 2 | 2  | 7  | -5   |  | An Nasr                    |  |     |     |     |

#### Groupe C
| Rang | Équipe        | Pts | J | G | N | P | Bp | Bc | Diff |  | Résultats (▼ dom., ► ext.) |  |     |     |     |
| ---- | ------------- | --- | - | - | - | - | -- | -- | ---- |  | -------------------------- |  | --- | --- | --- |
| 1    | ES Tunis      | 9   | 3 | 3 | 0 | 0 | 6  | 2  | +4   |  | ES Tunis                   |  | 3-2 | 1-0 | 2-0 |
| 2    | Al Merreikh   | 4   | 3 | 1 | 1 | 1 | 3  | 4  | -1   |  | Al Merreikh                |  |     | 1-1 | 2-1 |
| 3    | Al Hillal FC  | 2   | 3 | 0 | 2 | 1 | 5  | 6  | -1   |  | Al Hillal FC               |  |     |     | 2-2 |
| 4    | Naft Al Wasat | 1   | 3 | 0 | 1 | 2 | 3  | 5  | -2   |  | Naft Al Wasat              |  |     |     |     |

##### Classement des deuxièmes
| Rang | Équipe           | Pts | J | G | N | P | Bp | Bc | Diff |
| ---- | ---------------- | --- | - | - | - | - | -- | -- | ---- |
| 1    | Al Ahly SC       | 6   | 3 | 2 | 0 | 1 | 4  | 2  | +2   |
| 2    | Al Ahed Beyrouth | 5   | 3 | 1 | 2 | 0 | 3  | 2  | +1   |
| 3    | Al Merreikh      | 4   | 3 | 1 | 1 | 1 | 3  | 4  | -1   |

### Phase finale
|  | Demi-finales                       | Demi-finales                       |            |   | Finale                             | Finale                             |
|  | Demi-finales                       | Demi-finales                       |            |   | Finale                             | Finale                             |
|  |                                    |                                    |            |   |                                    |                                    |
|  | 2 août 2017 - 18h GMT à Alexandrie | 2 août 2017 - 18h GMT à Alexandrie |            |   | 6 août 2017 - 18h GMT à Alexandrie | 6 août 2017 - 18h GMT à Alexandrie |
|  | 2 août 2017 - 18h GMT à Alexandrie | 2 août 2017 - 18h GMT à Alexandrie |            |   | 6 août 2017 - 18h GMT à Alexandrie | 6 août 2017 - 18h GMT à Alexandrie |
|  | Al Ahly SC                         | 1                                  |            |   | 6 août 2017 - 18h GMT à Alexandrie | 6 août 2017 - 18h GMT à Alexandrie |
|  | Al Ahly SC                         | 1                                  |            |   | 6 août 2017 - 18h GMT à Alexandrie | 6 août 2017 - 18h GMT à Alexandrie |
|  | Al Faisaly                         | 2                                  |            |   | 6 août 2017 - 18h GMT à Alexandrie | 6 août 2017 - 18h GMT à Alexandrie |
|  | Al Faisaly                         | 2                                  | Al Faisaly | 2 |                                    |                                    |
|  | 3 août 2017 - 18h GMT à Alexandrie |                                    | Al Faisaly | 2 |                                    |                                    |
|  |                                    | ES Tunis                           | 3          |   |                                    |                                    |
|  | FUS Rabat                          | ES Tunis                           | 3          | 1 |                                    |                                    |
|  | FUS Rabat                          |                                    |            | 1 |                                    |                                    |
|  | ES Tunis                           | 2                                  |            |   |                                    |                                    |
|  | ES Tunis                           | 2                                  |            |   |                                    |                                    |

Un tirage pour constituer les affiches des demi-finales, a été effectué à l'issue de la phase de groupes, le 31 juillet 2017.